# Myosotis azorica
Myosotis azorica H.C.Watson ex Hook. é uma planta herbácea pertencente à família Boraginaceae, endémica nos Açores. A espécie é protegida pela Convenção de Berna e pela Diretiva Habitats.

## Descrição
É uma pequena planta herbácea, com uma flor de um intenso azul-marinho, conhecida popularmente como não-me-esqueças.
É uma das plantas endémicas mais raras dos Açores, apenas encontrada nas ilhas das Flores e Corvo.
Em 2014 foi anunciada a descoberta descoberta de vários exemplares no Corvo.
Nas Flores não há registos desde 2001 e, no Corvo, tinham sido registados cinco exemplares em 2012. Os cinco exemplares descobertos no Corvo em 2012 estavam numa falésia que posteriormente ficou destruída por um movimento de terras, suspeitando-se que a espécie poderia estar perdida ou extinta.
A população de "não-me-esqueças" descoberta no Corvo em 2014 deve rondar as 50 plantas com flor.
A planta foi descrita pelo britânico Hewett Cottrell Watson em 1842.